# Alberto Magnelli
Alberto Magnelli (Florence, 1 juli 1888 - Meudon, 20 april 1971) was een Italiaanse kunstschilder.
Op zijn grafsteen op de begraafplaats in Meudon staat geschreven "Pittore Fiorentino". Hij was een van de belangrijkste abstracte schilders van de 20ste eeuw Na de Tweede Wereldoorlog werd Magnelli de leider van de nieuwe generatie abstrakte kunstenaars en zijn werk beïnvloedde onder anderen Nicolas de Staël, Poliakoff, Victor Vasarely, Hermanus van der Meijden en Dorazo.
- Biblioteca Nacional de España: XX955387
- Bibliothèque nationale de France: cb11934951t (data)
- Gemeinsame Normdatei: 118865773
- International Standard Name Identifier: 0000 0001 2145 1255
- KulturNav: b6a3d5a5-4a22-459f-a3a0-ba047ab294be
- Library of Congress Control Number: n50039496
- Musée national d'archéologie, d'histoire et d'art: lkl003567
- National Gallery of Victoria: 5523
- Nationale bibliotheek van Australië: 35720172
- Nationale Bibliotheek van Israël: 987007506115005171
- Nederlandse Thesaurus van Auteursnamen: 070704988
- Réseau des bibliothèques de Suisse occidentale: 02-A023363624
- RKD-Nederlands Instituut voor Kunstgeschiedenis: 51973
- Istituto Centrale per il Catalogo Unico: CFIV023939
- SNAC: w6q31w1z
- Système universitaire de documentation: 027271781
- Museum of New Zealand Te Papa Tongarewa: 26253
- Trove: 1057249
- Union List of Artist Names: 500006730
- Virtual International Authority File: 100188450
- WorldCat: E39PBJqfMCJbKrBTRc4tFh89jC